# Money (skladba 1981)
„Money“ je sedmý singl britské skupiny Pink Floyd vydaný ve Spojeném království. Pochází z kompilačního alba A Collection of Great Dance Songs a byl vydán v prosinci 1981 (viz 1981 v hudbě).
Pro výběrové album A Collection of Great Dance Songs nemohla být kvůli autorským právům použita původní verze písně „Money“, která vyšla poprvé na albu The Dark Side of the Moon v roce 1973. Proto v roce 1981 vznikla nově nahraná verze, která byla ve zkrácené podobě vydána i jako singl. Zajímavostí je, že v písni z roku 1981 zpívá a na všechny nástroje (kytara, baskytara, klávesy, bicí) hraje pouze kytarista Pink Floyd David Gilmour, který tuto verzi nahrál za pomoci producenta Jamese Guthrieho. Pouze na saxofon hrál Dick Parry (stejně jako na albu The Dark Side of the Moon), singlová verze ale byla o saxofonové sólo zkrácena.
Na B straně singlu se měla nacházet skladba „Let There Be More Light“ z alba A Saucerful of Secrets v původní verzi z roku 1968. Vydavatel, firma EMI, ale na poslední chvíli změnil plány a singl tak byl vydán jako jednostranný bez B strany. Před změnou názoru ale bylo vylisováno několik promo kopií na růžovém vinylu i s „Let There Be More Light“, které se tak staly sběratelskou raritou.

## Seznam skladeb
1. „Money“ (nová verze z roku 1981) (Waters/Waters) – 5:33